# Фергюс I

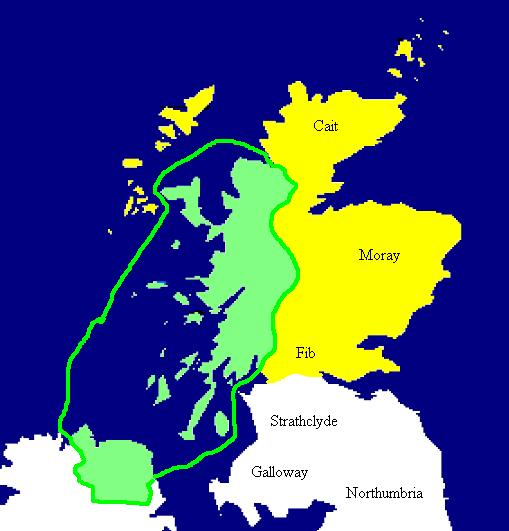
Територія королівства Дал Ріада в період розквіту, біля 590 р.

Фергус I Великий мак Ейрк (Фергус Мор мак Ейрк; шотл. гел. Fergus Mòr, Fergus mac Eirc, біля 434–501) — король Дал Ріади з 500 по 501 рік. Походив з ірландського племені (туат) скоттів (ірл. — scott), що переселилося в західну Шотландію (тодішню Каледонію або Альбу в ірландських джерелах) з північної Ірландії і захопили великі території. Вожді і королі скоттів походять від королів Айргіалла — королівства, що виникло як уламок королівства Улад після його розгрому і завоювання Колла Вайсом та його братами у IV столітті, що ввійшли в історію як «три колла» і отримали королівство Айргіалла як свої особисті володіння.
Син Ерка мак Ехаха — короля Дал Ріади. Його історичність є дискусійною — деякі історики вважають його легендарним королем. Але його посмертне значення як засновника Шотландського королівства і королівської династії, що досі триває, не викликає сумнівів.

### Фергус I Великий мак Ейрк у ранніх історичних джерелах
Перші повідомлення про Фергуса I Великого мак Ейрка знаходимо в ірландських середньовічних літописах, зокрема в «Літописі Тігернаха» — в записі щодо 501 року. В літописі записано: «Feargus Mor mac Earca cum gente Dal Riada partem Britaniae tenuit, et ibi mortuus est». — «Фергус Великий мак Ейрк з людьми Дал Ріади переселився в Британію і помер там» (лат., ірл.). Проте вважається, що цей запис є більш пізнім — записаний після VI століття.
Фергус I Великий мак Ейрк є в списках королів Дал Ріади і в сисках королів Шотландії. Сенхус (ірл. — Senchus) стверджує, що Фергус Великий був також відомий як Мак Ніссе Мор (ірл. — Mac Nisse Mór). Проте, ці повідомлення датуються Х — ХІ століттями, пройшло понад 500 років після смерті Фергуса Мора, тому ці повідомлення викликають сумніви.
Його батько — Ерк мак Ехах був сином Еохайда Муйнремуйра (ірл. — Eochaid Muinremuir). Середньовічні ірландські генеалогії дають велику кількість інформації про походження Фергуса Мора мак Ейрка: Фергус син х-Ейрка сина Ехдаха Муйнремуйра сина Енгуса Фіра сина Фейдліміда сина Енгуса сина Фейдліміда сина Кормайка і т. д. (ірл. — Fergus mac h-Eircc mac Echdach Muinremuir mac Óengusa Fir mac Feideilmid mac Óengusa mac Feideilmid mac Cormaicc …) — далі вказується ще 46 поколінь його предків. У середні віки була поширена версія, що Фергус I Великий мак Ейрк був союзником короля Артура і саме цей король дозволив йому оселитися в Шотландії, щоб бути союзником у війні проти піктів. Але ці джерела не можна вважати історичними свідченнями. Скоріше розширенням легенди про короля Артура, історичність якого сумнівна.

### Фергус I Великий мак Ейрк у пізніх історичних джерелах
Андрій Вінтоунтський на початку XV століття в «Хроніках Шотландії» писав, що Фергус I Великий мак Ейрк був першим шотландцем (scott), що правив в Шотландії. І що Кінаед мак Альпін (шотл. — Cináed mac Ailpín) був його нащадком. Крім того повідомляється, що Фергус Мор мак Ейрк привіз в Шотландію (тодішню Каледонію) Камінь Сконе — Камінь Долі — священний камінь біля якого коронувалися ірландські королі — згідно легенди камінь кричав коли до нього торкалася людина, якій судилось стати королем. Ще повідомляється, що його трон успадкував його син Дунгал (ірл. — Dúngal).
Потім Фергус I Великий мак Ейрк згадується в творі Герга Буханана (шотл. — George Buchanan) «Rerum Scoticarum Historia» — «Історія королівства Скоттів» написаного в кінці XVI століття. У цілому твір перегукується з повідомленнями Йоана Фордунського (Джона Фордуна — John of Fordun). Згідно його версії, скотти були вигнані з Шотландії (Каледонії) в часи римського завоювання Британії Максімусом і преселилися в Ірландію. Батько Фергуса — Євген (ірл. — Eugenius) був убитий римлянами. Потім Фергус І і Фергуссіус ІІ були у вигнанні в Ірландії, потім воювали в Скандинавії, потім у землях франків і нарешті повернулись в Шотландію. Фергус I Великий мак Ейрк був убитий піктами і трон успадкував його син Євген ІІ.
Джеймс VI погоджувався з Бухананом про походження його королівського роду і навіть писав на цю тему вірші разом зі своєю дружиною Анною Данською — про себе як про «щасливого монарха з роду Фергуса». Велика галерея в королівському палаці в Едінбурзі прикрашена портретами 89 королів Шотландії — серед них є портрет Фергуса І Великого.
У Шотландії в часи Середньовіччя та Відродження королі вели свій родовід саме від Фергюса І Великого, що вважається історичним засновником країни та держави. Правителі Шотландії від Кінаеда мак Алпіна до нинішнього часу розглядають Фергюса I Великий мак Ейрка як свого предка і попередника.
Спадкоємцем Фергюса I бул його син Домангарт I мак Фергусса.